# Incendiul din clubul Kiss

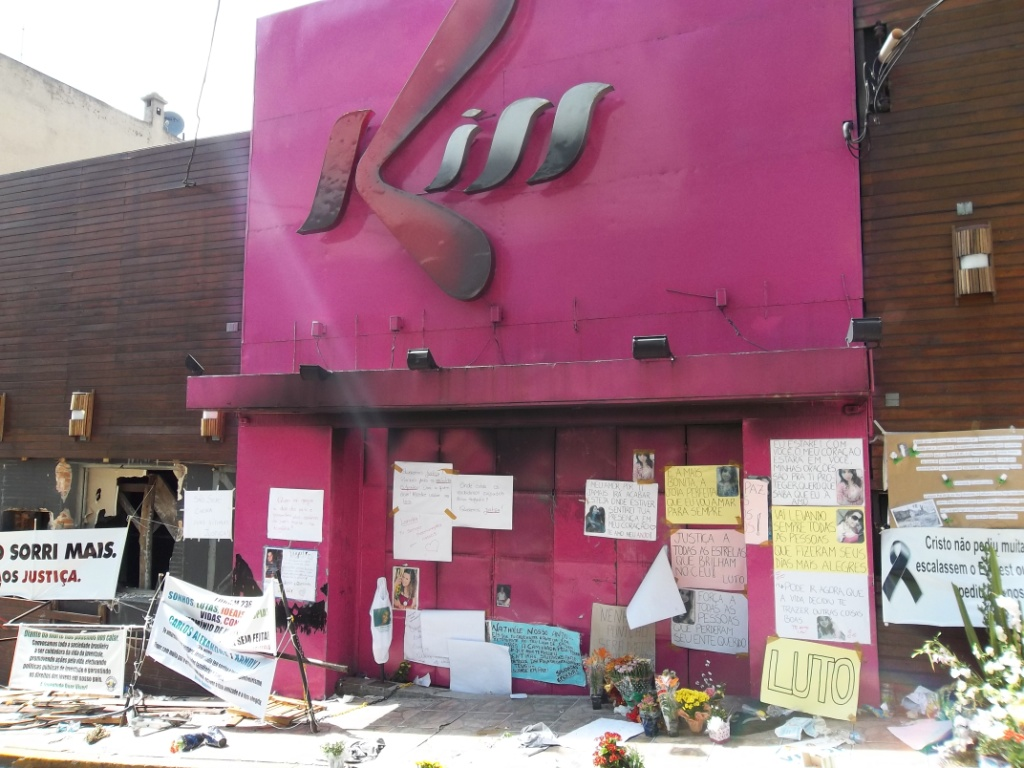
Flori și mesaje la locul tragediei.

Incendiul din clubul Kiss din localitatea Santa Maria, Brazilia, s-a produs la 27 ianuarie 2013. Au murit cel puțin 242 de persoane și au fost rănite cel puțin 168 de persoane, dintre care 16 erau încă spitalizate la începutul lunii martie. Incendiul este al doilea cel mai devastator din istoria Braziliei. Focul a izbucnit din cauza unor elemente pirotehnice care au aprins izolația fonică a tavanului. Peste 90% dintre victime au murit asfixiate.